# سرنج
برای روستایی به این نام سرنج (روستا) را ببینید.
سُرَنج یا سرب تترا اکساید (به انگلیسی: Lead tetraoxide) با فرمول شیمیایی Pb
۳O
۴ یک ترکیب یونی با شناسه پاب‌کم ۱۶۶۸۵۱۸۸ است؛ که جرم مولی آن ۶۸۵٫۶ g/mol و شکل ظاهری این ترکیب، بلورهای بنفش و نارنجی است.
سرنج گردی سمّی و سرخ‌رنگ است که از حرارت دادن مردارسنگ به‌دست می‌آید و در نقاشی، تذهیب، سفالگری، شیشه‌سازی، ترقه‌های خطرناک (اکلیل سرنج) و نیز به عنوان ضدزنگ برای رنگ کردن اشیای آهنی به کار می‌رود.
سرنج ماده‌ای اکسیدکننده، سرطان‌زا، سمی و منفجره است. هنگام حمل و نقل آن باید بسیار دقت شود. از دیگر کاربردهای این ماده استفاده به عنوان رنگدانه در نقاشی‌هاست. به دلیل خطرناک بودن این ماده امروزه کمتر از آن به عنوان رنگ استفاده می‌شود؛ و مکانیزم انفجار اکلیل سرنج به‌طور خلاصه به این گونه است: از آنجا که آلومینیوم به عنوان کاهنده تمایل زیادی برای واکنش با کاتیون‌های اکسنده سرب (Pb(II) و Pb(IV)) دارد و برای واکنش با این کاتیون‌ها با سرنج وارد واکنش می‌شود و در این واکنش اکسایش-کاهش، آلومینیوم به آلومینیوم اکسید و سرنج به سرب تبدیل می‌شود. این واکنش به شدت گرماده بوده و در محیط بسته با انفجار همراه است.
3Pb3O4+8Al= 4Al2O3+9Pb

## نگارخانه

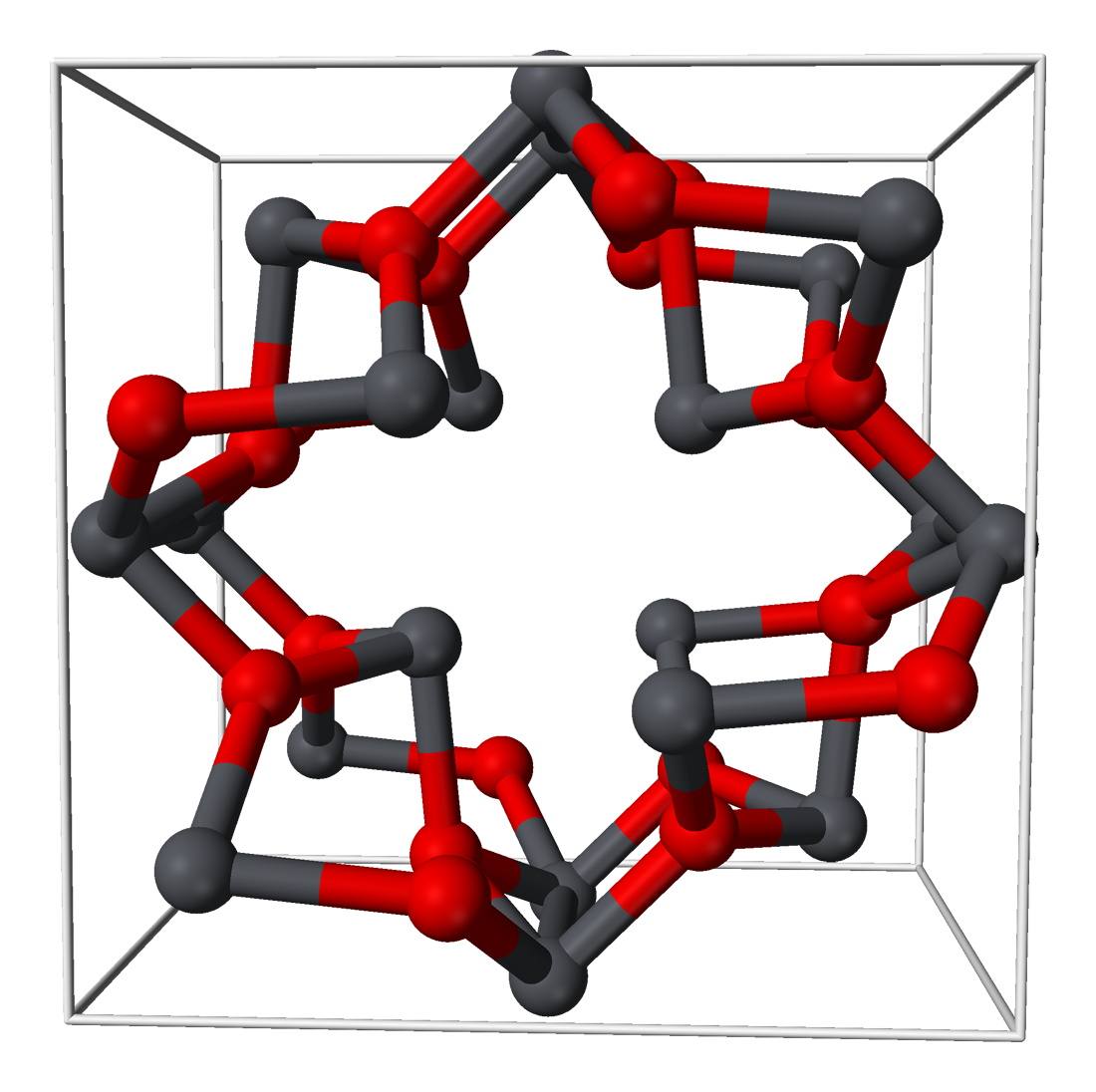
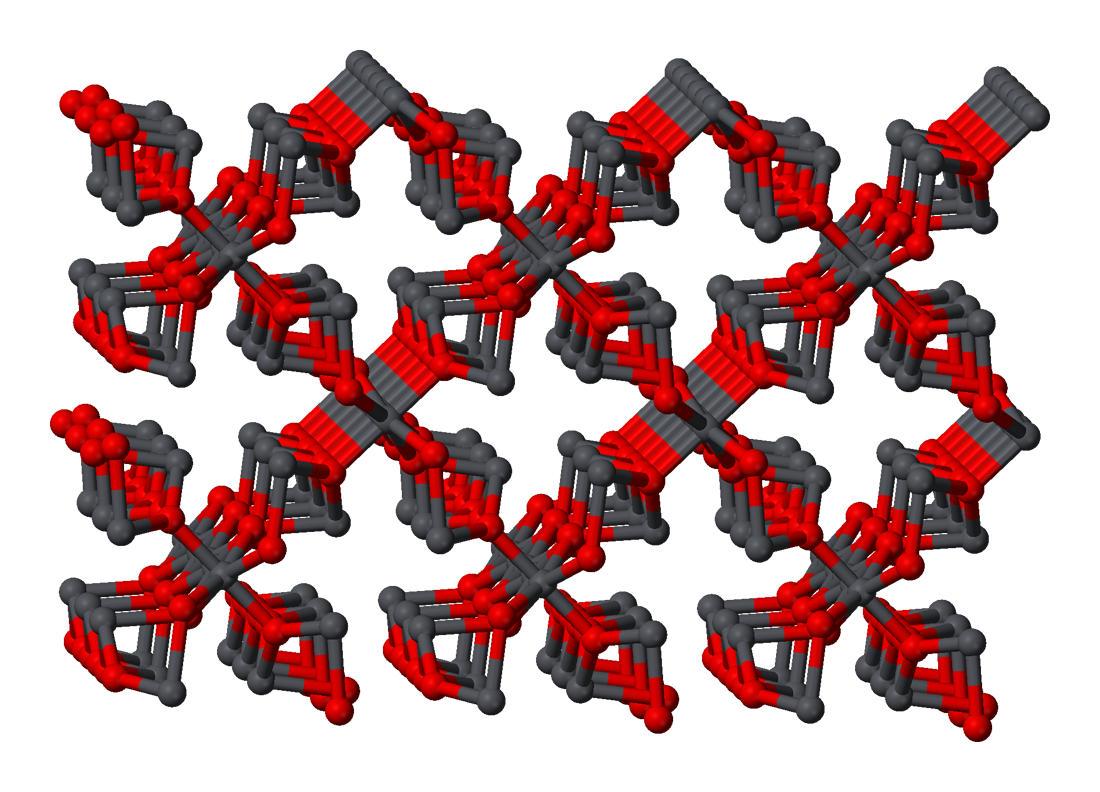
بخشی از ساختار کریستالی سرب قرمز چهارضلعی
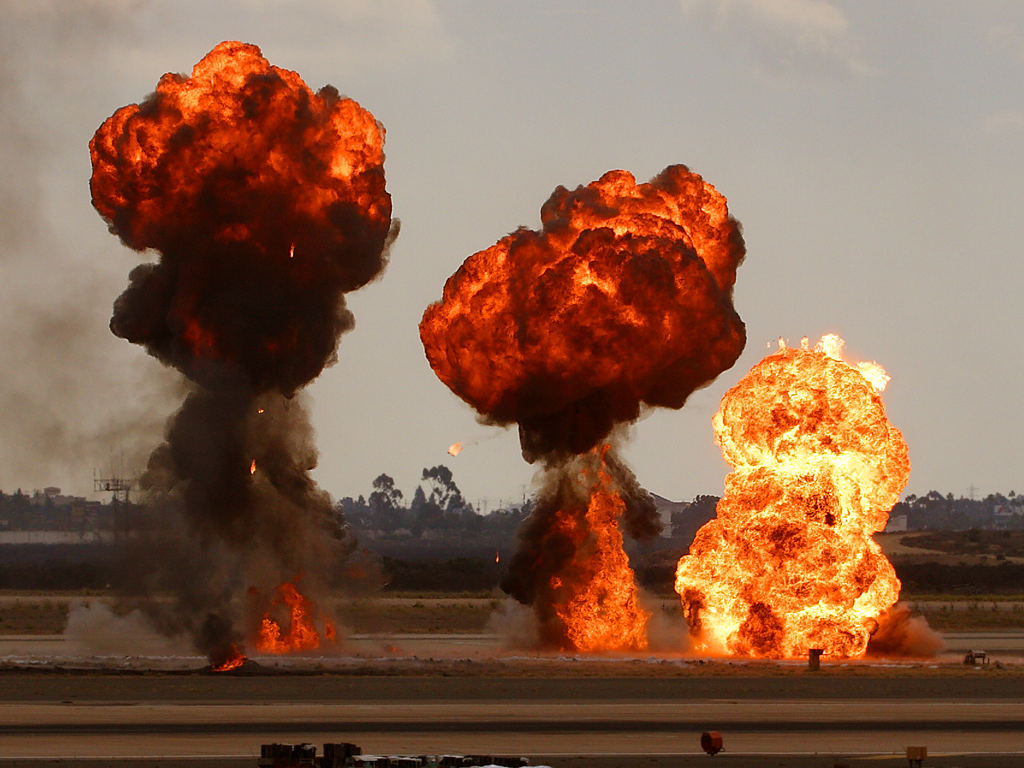